# Les Vignerons de Chantegrêle
Les Vignerons de Chantegrêle est un roman de Jean-Paul Malaval publié en 2000.

## Résumé
En 1851 Firmin, comte de Chantegrêle (Corrèze), a 300 ha de vigne. Napoléon III rétablit l'Empire. Le maire est destitué et Firmin élu. En 1878 les 17 000 ha de vigne corrézienne sont touchés par le phylloxera. Polyte, médecin, fait injecter du sulfure à Firmin qui le tait aux autres, et fait ses preuves. Les vignerons accusent la Manelle, sorcière et maitresse de Firmin, et la maltraitent. Il vend toutes ses terres et meurt en 1885. En 1890 il ne reste que 50 ha de vigne, en plants US.